# Karlskrona–Växjö Järnväg
Carlskrona - Wexiö Jernväg (CWJ) var det ursprungliga namnet på järnvägsbolaget som byggde och drev trafiken på banan mellan Växjö i Kronobergs län och Karlskrona i Blekinge. Banan ingår idag i Kust till kust-banan mellan Göteborg och Kalmar/Karlskrona.
Banan öppnades 1874. CWJ förstatligades 1941 och överfördes då till Statens Järnvägar.

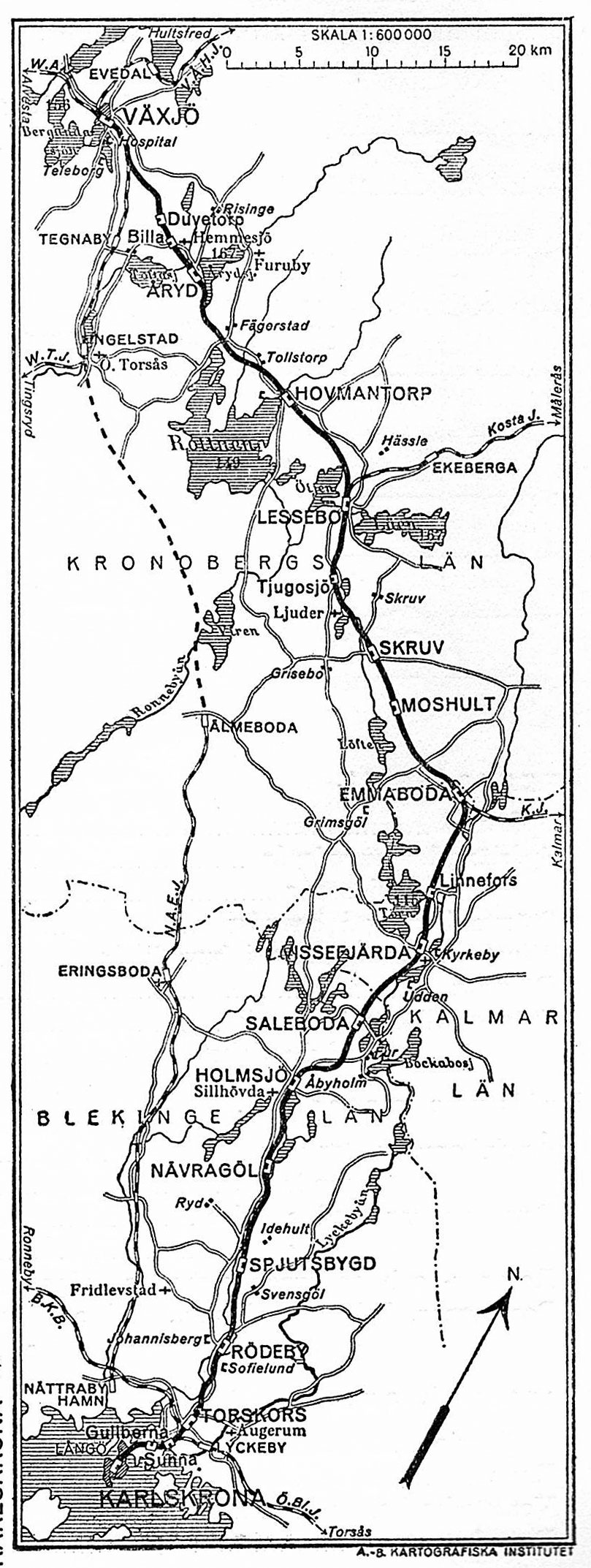
CWJ. Karta 1926.

## Historia
Tanken att förbinda Karlskrona till de svenska stambanorna fanns med redan i de tidiga förslagen för de svenska stambanorna av von Rosen 1845. Staden var en viktig örlogsstad så de militära skälen till en järnväg till staden var stora, men i von Rosens förslag var järnvägen tänkt att sträcka sig Linköping - Vimmerby - Kalmar - Karlskrona. Von Rosens ursprungliga förslag hade två stambanor genom Östergötland och Småland med slutstationer i Blekinge respektive Skåne, så med Södra stambanans slutliga sträckning saknades stambanor till Smålands östkust och hela Blekinge. Växjö fick anslutning till Södra stambanan redan 1865 när Växjö - Alvesta Järnväg (WAJ) öppnades.
Förutom behovet av att ansluta stambanan till Karlskrona, fanns stora behov att ansluta Östersjöstaden Kalmar.
År 1871 kunde arbetet inledas med att bygga en normalspårig järnväg från Växjö till Karlskrona, samt en bibana till Kalmar, som anslöt i Emmaboda som blev en egen järnväg vid namn Kalmar järnväg (KJ). Den färdiga banan invigdes i augusti 1874 av kung Oscar II och hans drottning Sofia.
Från 1909 ingick Karlskrona - Växjö Järnväg i trafikförvaltningen Växjö Järnvägar tillsammans med bland andra Växjö - Alvesta Järnväg (WAJ) och från 1922 kom CWJ att sköta all trafik på WAJ.
Lågkonjunkturen på 30-talet resulterade i minskade trafikinkomster och den 1 juli 1941 övertog Statens Järnvägar Karlskrona - Växjö Järnväg.